# UKA (Festival)

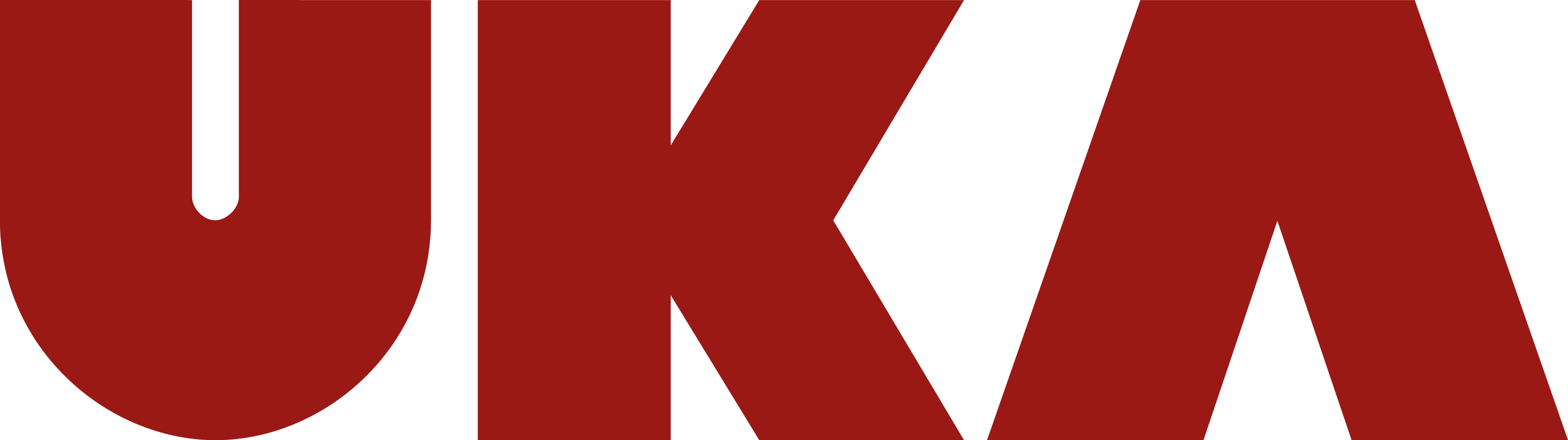
Logo von UKA

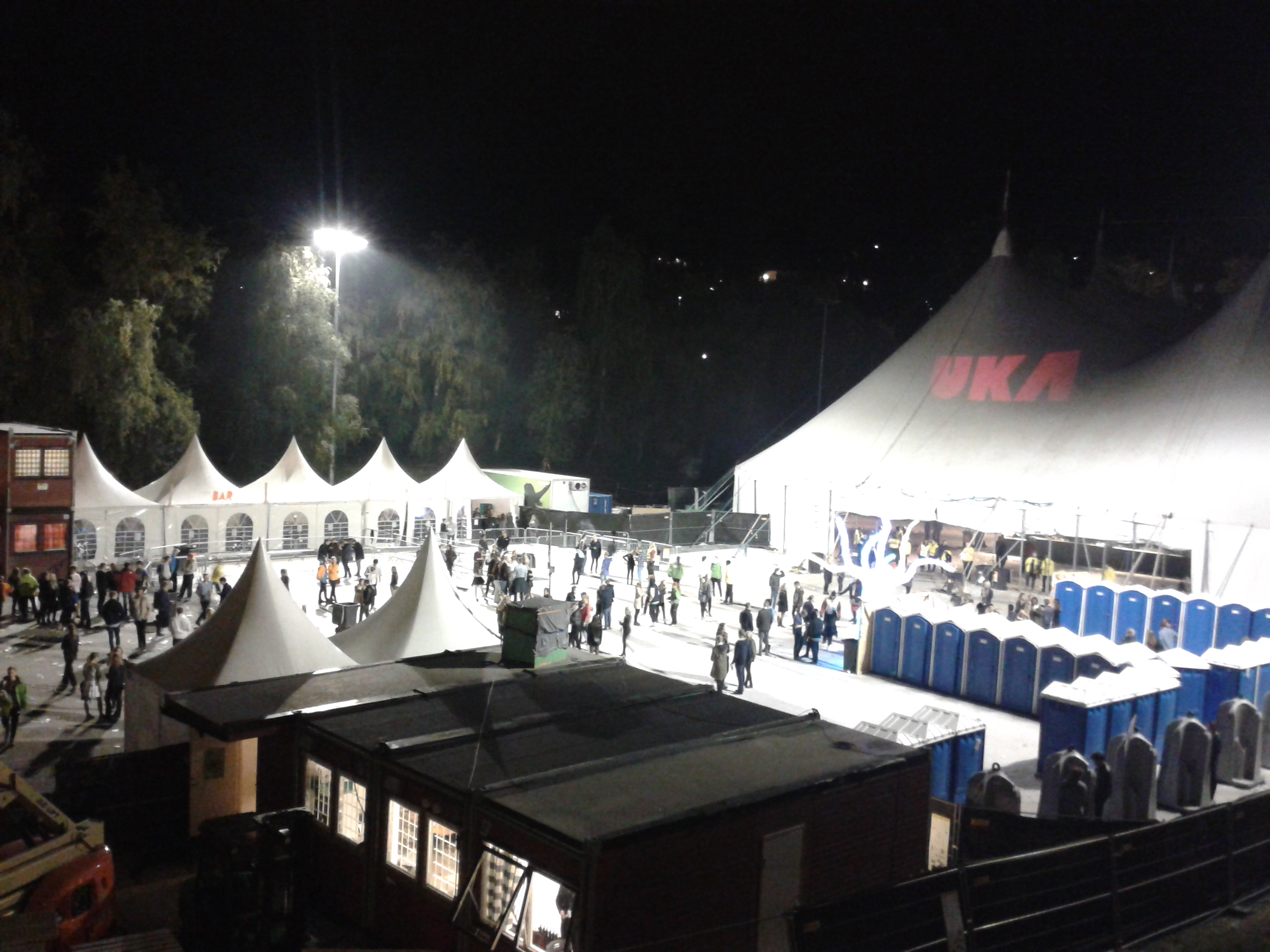
Festivalgelände von UKA 2015

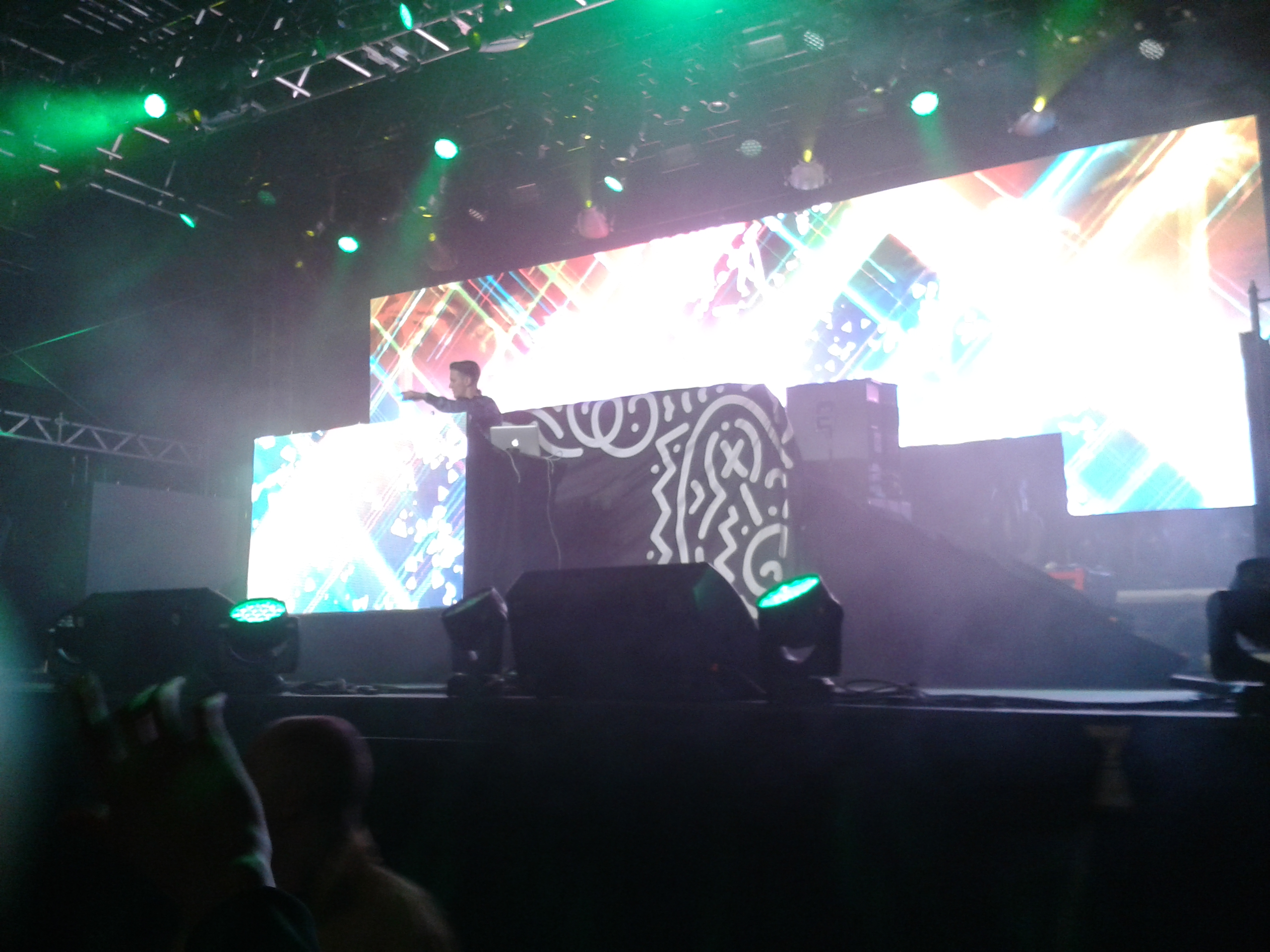
Matoma, Künstler 2015

UKA ist ein Kulturfestival in Trondheim, Norwegen. Es findet alle zwei Jahre statt und wird vor allem ehrenamtlich von Studierenden organisiert. Es ist Norwegens größtes und ältestes Festival und wird seit 1917 veranstaltet. Dabei steht UKA für Woche, auch wenn die Veranstaltung inzwischen deutlich länger dauert.
Seit 2000 gehört ein Oktoberfest zum festen Programm. Bei der Ausgabe 2015 feierten 4000 Studenten, oft in Lederhosen und Dirndl.
Das UKA 2015 fand vom 30. September bis zum 25. Oktober statt. Bei dem Konzert des Headliners Major Lazer waren über 6000 Besucher in dem Festzelt.
Das UKA 2017 fand vom 5. bis 29. Oktober statt.

## Staffelweltrekord
Zum 60-jährigen Jubiläum im Jahr 1977 kam der Trondheimer Studentensportverein Norges Tekniske Høgskoles Idrettsforening (NTHI) auf die Idee, parallel zum UKA-Kulturfestival einen Staffellauf zu veranstalten, mit dem Ziel Weltrekorde zu sammeln. Nachdem über 1600 Teilnehmer 33 Tage ununterbrochen gelaufen waren und insgesamt 9600 km zurückgelegt hatten, waren drei Weltrekorde aufgestellt: 1) die längste kontinuierliche Sportveranstaltung, 2) die meisten Teilnehmer in einem Team und 3) die längste Distanz, die von einer Staffelmannschaft zurückgelegt wurde.
Zum Hundertjährigen wurde die Idee 2017 vom Sportverein der Technisch-Naturwissenschaftlichen Universität Norwegens (NTNUI) erneut aufgegriffen. Vom 5. Oktober bis zum Finaltag am 12. November wurden an den 37 Tagen 10.039 km in 1803 Etappen zurückgelegt, und über 91.000 Kronen an eingenommenen Start- und Spendengelder konnten für die internationale Entwicklungshilfeorganisation Right To Play gesammelt werden.